# Холзи
Э́шли Николе́тт Фра́нджипани (англ. Ashley Nicolette Frangipane, род. 29 сентября 1994, Эдисон, Нью-Джерси, США), более известная под сценическим псевдонимом Хо́лзи (англ. Halsey), — американская певица, автор песен и активистка.

## Биография
Эшли Николетт Франджипани родилась 29 сентября 1994 года в небольшом городе Эдисон (Нью-Джерси). Её родители бросили своё обучение в колледже после того, как мать узнала о своей беременности. Мать Эшли работает техником скорой медицинской помощи.
У Холзи итальянские и венгерские корни со стороны матери, а её отец — представитель негроидной расы с малой частью ирландских корней. У Эшли есть два младших брата, Севиан и Данте. Холзи с юности играла на скрипке, а также на гитаре, начиная с 14 лет.
На протяжении всего детства семья Франджипани часто переезжала из-за того, что родители часто меняли работу. К моменту, когда Эшли достигла подросткового возраста, она проучилась в 6 разных школах. В старшей школе она часто подвергалась издевательствам со стороны других учеников. В одном из первых интервью призналась, что в 17-летнем возрасте у неё было диагностировано биполярное аффективное расстройство после неудачной попытки самоубийства. Вскоре после этого Франджипани начала употреблять рекреационные наркотики, заявив, что из-за биполярного расстройства она стала «необычным ребёнком». Кроме того, когда ей было 17 лет, у неё завязались романтические отношения с 24-летним мужчиной, который жил на Halsey Street в Бруклине. Она сказала: «Именно здесь я впервые начала писать музыку и почувствовала себя частью чего-то большего, чем мой городок в глуши Нью-Джерси. Холзи — своего рода проявление преувеличенной части меня, так что это похоже на альтер эго». В 2012 году Франжипани окончила региональную среднюю школу Уоррен-Хиллз в штате Нью-Джерси.
После окончания школы она поступила в Школу дизайна Род-Айленда; однако она ушла из-за финансовых трудностей и вместо этого поступила в публичный колледж. В конце концов она бросила колледж и была изгнана из дома, сказав: «Они просто не согласны со многими вещами обо мне». После этого она стала жить в подвале в нижнем Манхэттене с группой «выродившихся каменщиков», которых знала через своего тогдашнего парня. Время от времени она жила в одном из многочисленных приютов для бездомных в Нью-Йорке и рассматривала проституцию как способ заработка. Описывая этот период своей жизни, Франжипани сказала: «Я помню, как однажды у меня было 9 долларов на моем банковском счете, я купила упаковку из четырёх штук Red Bull и использовала её, чтобы не спать на ночь в течение двух или трех дней, потому что не спать было менее опасно, чем спать где-нибудь наугад и, возможно, быть изнасилованной или похищенной». Иногда она оставалась с бабушкой по материнской линии.

## Карьера

### Раннее творчество
Эшли начала писать музыку, когда ей было 17 лет, а в 2012 году она начала публиковать видео в социальных сетях, таких как YouTube и Kik и Tumblr, под именем пользователя se7enteenblack. Одна из самых знаменитых работ девушки является кавером на «I Knew You Were Trouble» Тейлор Свифт. Эту запись она разместила на своём аккаунте в Tumblr. Затем она написала следующую песню об отношениях, которая была размещена в Интернете в начале 2013 года. В начале 2014 года Франджипани пошла на вечеринку и встретила музыканта, который предложил ей написать вместе с ним песню, потому что ему понравился её голос. В результате песня о бывшем парне исполнительницы под названием «Ghost» была размещена на SoundCloud через несколько недель после записи. В течение нескольких часов песня приобрела популярность в интернете, и впоследствии с ней связались несколько звукозаписывающих компаний, и песня в конечном итоге попала в чарты и попала на радио. Она подписала контракт с Astralwerks, чувствуя, что они дают ей больше творческой свободы, чем другие лейблы, с которыми она связывалась.
Она играла акустические концерты под разными именами в разных городах, но, в конце концов, остановилась на Halsey, что является анаграммой её имени (Ashley), а также названием улицы в Бруклине, где Эшли проводила много времени, когда была подростком. Музыка стала её «конфессиональным подходом» и формой терапии после тяжелого периода в жизни.

### Room 93
По словам самой Эшли, в то время, когда она была бездомной и жила у друзей, один из менеджеров заметил её и попросил записать песню для рекламы. В той же студии Холзи записала и «Ghost», который стал одним из синглов из мини-альбома Room 93, а также вошёл в альбом Badlands. После этого Эшли начала сотрудничество с Astralwerks. 27 октября 2014 года вышел первый EP Room 93, состоящий из пяти песен: «Hurricane», «Ghost», «Trouble», «Empty Gold», «Is There Somewhere».
«Ghost» и «Hurricane» стали синглами, на них вышли клипы, рассказывающие историю компании подростков («Hurricane») и историю пары из этой компании («Ghost»). Действие клипов происходит в мотеле, в комнате номер 93. На странице певицы есть два тизера к ещё двум песням: «Trouble» и «Empty Gold».

### Badlands
Альбом Badlands был выпущен 28 августа 2015 года. Первым синглом после выпуска альбома стал «New Americana», об этом объявили 10 июля 2015, и в сентябре 2015 года вышел клип на эту песню.
В январе 2016 было объявлено, что «Colors» станет третьим синглом из альбома, и 25 февраля был выпущен клип с участием Тайлера Пози.
В 2016 году песня «Castle» была немного изменена и позже выпущена в качестве саундтрека к кинофильму «Белоснежка и Охотник 2».

### Hopeless Fountain Kingdom
На 2 июня 2017 года был запланирован выход второго альбома под названием Hopeless Fountain Kingdom. 4 апреля был выпущен сингл «Now or Never». После него последовали «Eyes Closed» (4 мая).

### Manic
В марте 2019 года Холзи впервые анонсировала выход третьего альбома. Автономный сингл «Nightmare», который был выпущен 17 мая 2019 года, изначально должен был стать лид-синглом с альбома. Сцены видеоклипа песни «Nightmare» показывают Холзи читающей в газете статьи «MANIC» и другую под названием «H3 / AI / 10—2019», без указания даты, из-за чего пошли слухи о предполагаемой дате выхода альбома в октябре 2019.
12 сентября 2019 года Холзи сообщила в социальных медиа название нового альбома, а также назвала альбомный линк на сайте. Там была выложена обложка нового диска. Альбом включает 16 треков.
Альбом получил положительные отзывы музыкальной критики, в том числе журнала NME. Роб Шеффилд из Rolling Stone дал четыре звезды альбому и в своём обзоре назвал «Manic» «превосходным новым альбомом», высоко оценивая его универсальность жанров и «грубый автобиографический портрет самой Холзи», «жаждущей своей доли любви и нежности во враждебном мире». В четырёхзвёздном обзоре Бен Бомонт-Томас из The Guardian высоко оценил лирическую эволюцию Холзи, сославшись на то, что «качество её лирики уверенно сочетается с характерным продакшном, которое охватывает R&B, поп-рок, американу и кантри».
Альбом дебютировал на втором месте в американском хит-параде Billboard 200 с тиражом 239 000 эквивалентных единиц, включая 180 000 копий альбома. Это третий альбом Холзи, попавший в лучшую двойку чарта и лучший недельный тираж в карьере.

### If I Can’t Have Love, I Want Power
29 августа 2021 года Холзи выпустила свой четвёртый студийный альбом If I Can’t Have Love, I Want Power, продюсерами которого выступили Трент Резнор и Аттикус Росс. В альбом вошли 13 треков, которые ранее не издавались в виде отдельных EP. В записи альбома приняли участие Дейв Грол, Пино Палладино и Линдси Бакингем. В основе нового альбома — эмоции и переживания певицы от беременности и родов.

### 2022 — настоящее время: Споры по поводу выхода «So Good»
В январе 2022 года Холзи написала и спродюсировала песню под названием «So Good». Когда релиз песни был задержан из-за того, что Capitol необходимо было проверить «вирусность» песни, 22 мая 2022 года Холзи опубликовала видео в TikTok с критикой Capitol Records за то, что ей не разрешили выпустить «So Good» без «сопроводительной кампании или видео в TikTok, чтобы она стала вирусной». За пять дней до этого, без разрешения Capitol, Холзи исполнила фрагмент своей песни в видеоролике в TikTok. В последующие дни после её сообщения возникли вопросы о том, собирается ли Capitol подавать на неё в суд. Адвокат музыкальной индустрии Эрин М. Якобсон в статье TIME отметила, что «редко какой лейбл подает в суд на своего артиста, особенно если лейбл планирует продолжать работать с этим артистом». Кроме того, «использование такого короткого фрагмента записи можно рассматривать как рекламное использование». Capitol Records в конце концов уступила 31 мая 2022 года на фоне критики и пристального внимания со стороны различных музыкальных исполнителей и назначила дату выхода песни на 9 июня 2022 года. У слушателей возникали вопросы о том, не был ли спорный релиз маркетинговым трюком, хотя Холзи на протяжении всего спора утверждала, что все это не было постановкой. Многие новостные издания прокомментировали растущий характер и проблему давления на музыкантов со стороны звукозаписывающих лейблов в связи с вирусностью TikTok.

## Личная жизнь

### Отношения
Холзи — открытая бисексуалка. До начала своей музыкальной карьеры она встречалась с женщиной. Говоря о себе, ранее использовала термин «tri-bi» («три-би»), что означает «biracial, bisexual and bipolar» («мультирасовость, бисексуальность и биполярность»), однако позже прекратила его употребление. Активно поддерживает ЛГБТК-сообщество, что прослеживается как в её творчестве, так и в многочисленных заявлениях и обращениях касательно острых социальных тем. В марте 2021 года объявила, что допускает в отношении себя употребление как местоимения «она / её», так и «они / их».
С 2015 по 2016 год Холзи встречалась с норвежским продюсером Лидо, который помог ей спродюсировать альбом «Badlands» и вдохновил на создание альбома «Hopeless Fountain Kingdom».
В 2017 году Холзи начала встречаться с рэпером G-Eazy. Они познакомились на вечеринке в том же году, и, хотя они занимались созданием разной музыки, нашли общий язык для создания совместной работы «Him & I», в которой обсуждались их любовь и образ жизни. Пара рассталась в июле 2018 года, их отношения несколько раз возобновлялись, но закончились окончательно в сентябре того же года. Позже она подтвердила, что её песня 2018 года «Without Me» частично посвящена этим отношениям.
С ноября 2018 года по сентябрь 2019 года Холзи была в отношениях с английским музыкантом Yungblud.
Затем с октября 2019 года по март 2020 года Холзи встречалась с актёром Эваном Питерсом.
С 2020 года Холзи состояла в отношениях с турецко-американским сценаристом Алевом Айдыном. 27 января 2021 года стало известно, что Эшли и Алев ждут ребёнка. 14 июля 2021 года у пары родился сын, которого они назвали Эндер Ридли Айдын. В апреле 2023 года пара рассталась.
С сентября 2023 года Холзи начала встречаться с канадским актёром и певцом Эваном Джогия. В сентябре 2024, Холзи объявила в своём X, что она и Джогия помолвлены.

### Здоровье
Во время учёбы в старшей школе Холзи поставили диагноз «синдром дефицита внимания и гиперактивности». Сообщая о диагнозе в декабре 2021 года, она предположила, что уже «переросла это», хотя ей и было назначено лечение от недуга после обращения за психиатрической помощью во время пандемии COVID-19.
В 17-летнем возрасте Холзи совершила попытку самоубийства, что привело к 17-дневной госпитализации в психиатрическую больницу и диагнозу «биполярное расстройство»; этим же психическим расстройством страдает её мать.
В 2016 году у Холзи был диагностирован эндометриоз. Она связывает выкидыш, перенесённый в июле 2015 года, с болезнью, первоначально заявив в 2016 году, что это произошло из-за её напряженного гастрольного графика. Всего через несколько часов после того, как она поняла, что у неё выкидыш, Холзи вышла на сцену, чтобы выступить во время тура, потому что не хотела навредить своей карьере, пропустив выступление. В январе 2017 года ей сделали операцию, чтобы уменьшить боль, вызванную заболеванием. В апреле 2018 года она сообщила о том, что планирует заморозить свои яйцеклетки, так как болезнь в дальнейшем может привести к бесплодию.
14 августа 2019 года Холзи сообщила, что бросила курить сигареты после десяти лет курения.
В июле 2022 года, в связи со знаковым решением в деле «Роу против Уэйда», Холзи написала открытое письмо, в котором сообщила, что сделанный ранее аборт спас ей жизнь и позже дал возможность родиться её сыну. По собственному признанию, к моменту своего 24-летия она перенесла три выкидыша, один из которых потребовал «досмотра» и последующего аборта, потому что её тело «не могло полностью прервать беременность самостоятельно», что могло привести к сепсису без медицинского вмешательства. Она также поделилась тем, что была травмирована прошлым опытом до такой степени, что во время третьего триместра беременности в 2021 году переписала своё завещание, в котором дала подробные инструкции относительно донорства своих органов, если она умрёт или будет объявлена смерть мозга.
У Холзи непереносимость глютена, а также диагностированные синдром Элерса-Данлоса, синдром Шегрена, синдром активации тучных клеток и синдром постуральной ортостатической тахикардии.
В 2024 году певица рассказала, что уже долгое время борется с лейкемией и волчанкой и посвятила этому новую песню.

## Туры

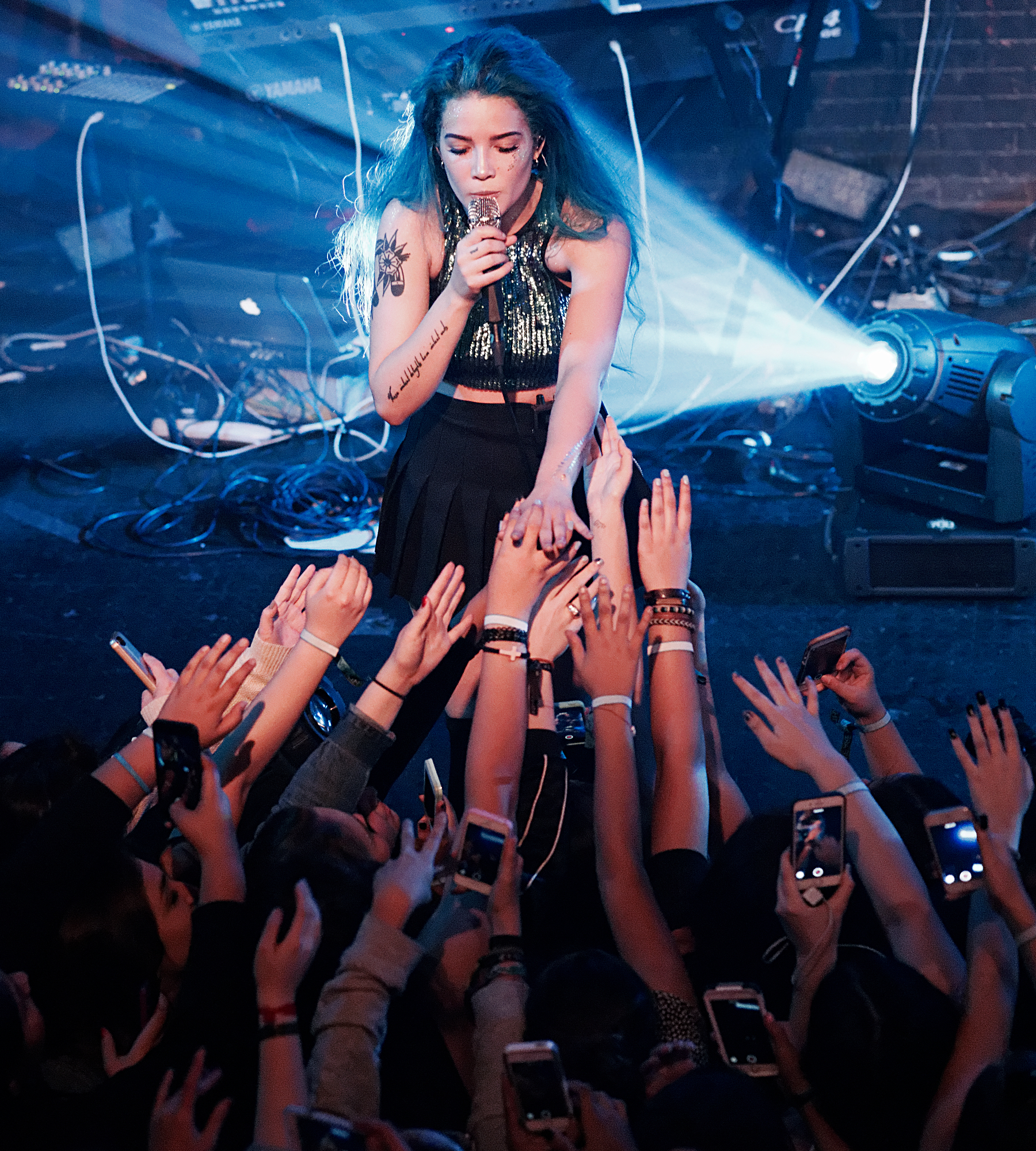
Во время своего первого тура, Лос-Анджелес, 11 марта 2015 года

- American Youth Tour. Тур начался в 2015 году, но не был самостоятельным для девушки. Она выступала на подтанцовке у Young Rising Sons.
- Badlands Tour (2015). Тур начался 30 сентября 2015 года и продлился до 13 августа 2016.
- Smoke + Mirrors Tour. Холзи принимала участие в этом туре, выступая в качестве бэк-вокалистки Imagine Dragons.
- The Madness Tour. Выступала в качестве бэк-вокалистки The Weeknd.
- Hopeless Fountain Kingdom World Tour[74]. Первая часть тура в поддержку второго альбома Холзи, Hopeless Fountain Kingdom, начался в 2017 году в Северной Америке.
- Manic World Tour. Мировое турне в поддержку третьего студийного альбома Холзи, Manic, стартовало 6 февраля 2020 года в Мадриде, Испания, и закончилось 1 августа 2020 года в США.

## Дискография и чарты
- Badlands (2015)
- Hopeless Fountain Kingdom (2017)
- Manic (2020)
- If I Can’t Have Love, I Want Power (2021)
- The Great Impersonator (2024)

## Награды и номинации
| Год  | Награда                 | Категория                | Результат |
| ---- | ----------------------- | ------------------------ | --------- |
| 2015 | MTV Europe Music Awards | Artist on the Rise       | Номинация |
| 2016 | People's Choice Awards  | Favorite Breakout Artist | Номинация |
| 2016 | NME Awards              | Best New Artist          | Номинация |